# 恋スルー乙女
『恋スルー乙女』（こいスルーおとめ）とは、風呂前有による日本の漫画作品である。
『Good!アフタヌーン』（講談社）にて、第6号（2009年）に掲載された後、第8号から第10号（2010年）まで連載された。全7話。単行本は同社アフタヌーンKCより全1巻。単行本には、おまけ漫画として「intetmission」と「恋スルー日本男子」の2話が収録されている。
主人公の紺野ゆうきは少年のような顔をしている内気な女子大学生。この彼女を中心に展開する恋愛マンガである。

## 単行本
- 風呂前有『恋スルー乙女』 講談社〈アフタヌーンKC〉、全1巻
  1. 2011年1月7日発行、同日発売 ISBN 978-4-06-310721-0[1]